# August Laurentius Koren
August Laurentius Koren, född den 8 februari 1833 i Selje, Nordre Bergenhus amt, död den 24 september 1929 i Oslo, var en norsk läkare. Han var far till riksarkivarien Kristian Brinch Koren och diplomaten Finn Koren.
Efter att i några år ha varit distriktsläkare i Nordfjordeid och därefter kompanikirurg utnämndes Koren 1878 till kårläkare. Han utgav ingående undersökningar om scharlakansfeber, tyfus och andra sjukdomar. Koren var en framskjuten och verksam medlem av den norska sedlighetsföreningen.